# Banankoro
Banankoro är en ort i Guinea.   Den ligger i prefekturen Kerouane Prefecture och regionen Kankan Region, i den sydöstra delen av landet, 500 km öster om huvudstaden Conakry. Banankoro ligger 699 meter över havet och antalet invånare är 65 315.
Terrängen runt Banankoro är varierad. Runt Banankoro är det ganska glesbefolkat, med 36 invånare per kvadratkilometer. Det finns inga andra samhällen i närheten. I omgivningarna runt Banankoro växer huvudsakligen savannskog.